# 骑士团宫

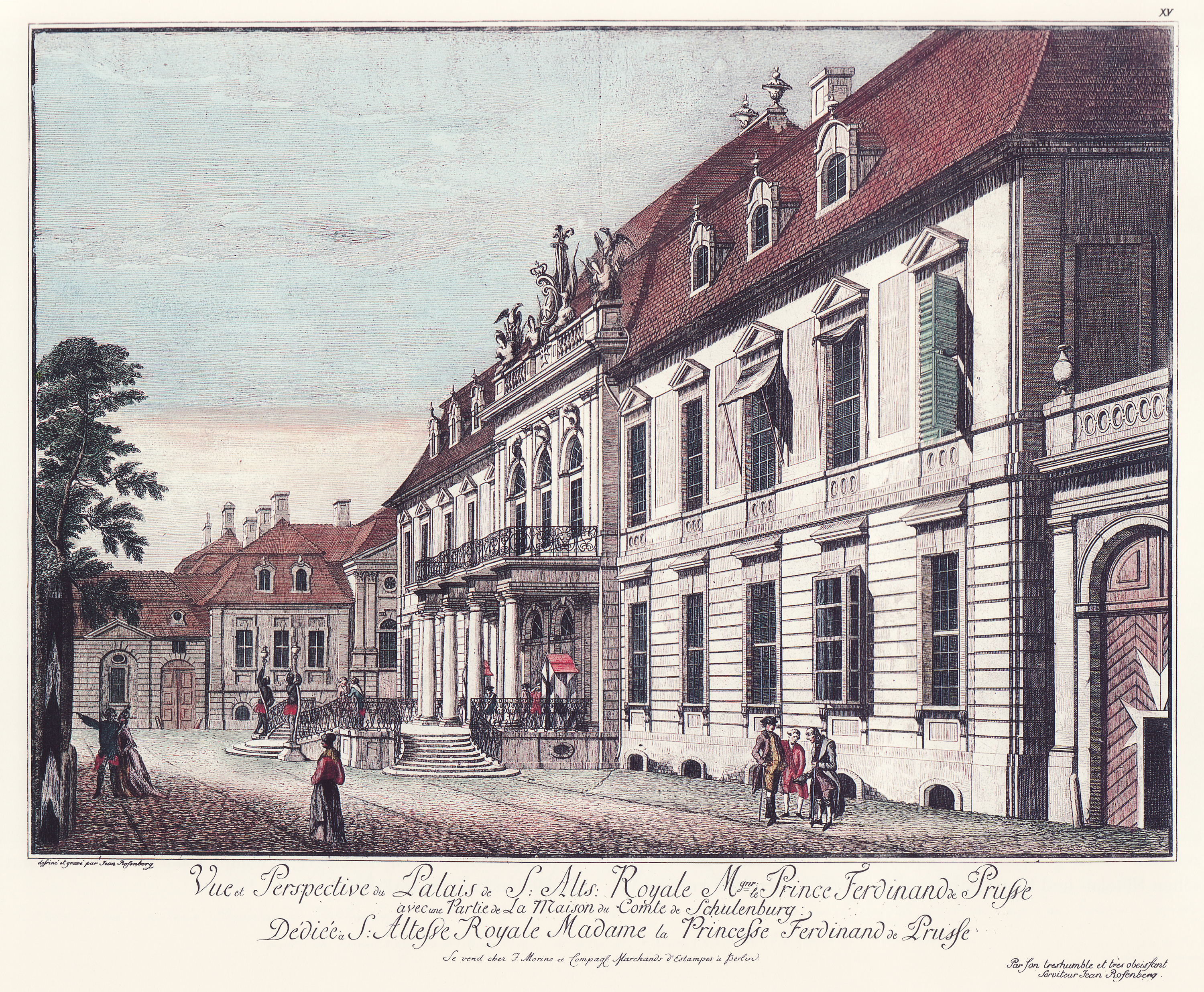
骑士团宫

骑士团宫（德語：Ordenspalais），是位于德國柏林米特威廉广场北边一角的一個建筑，該建築临近威廉大街。骑士团宫中的骑士团指的就是圣约翰骑士团。

## 历史
1737年，骑士团宫开始在威廉广场7号和8号修建起来。在二战的最后几个月里，骑士团宫毁于战火。